# Rauzan
Rauzan is een gemeente in het Franse departement Gironde (regio Nouvelle-Aquitaine). De plaats maakt deel uit van het arrondissement Libourne. Rauzan telde op 1 januari 2022 1.253 inwoners. 

## Geografie
De oppervlakte van Rauzan bedroeg op 1 januari 2022 6,5 vierkante kilometer; de bevolkingsdichtheid was toen 192,8 inwoners per km².

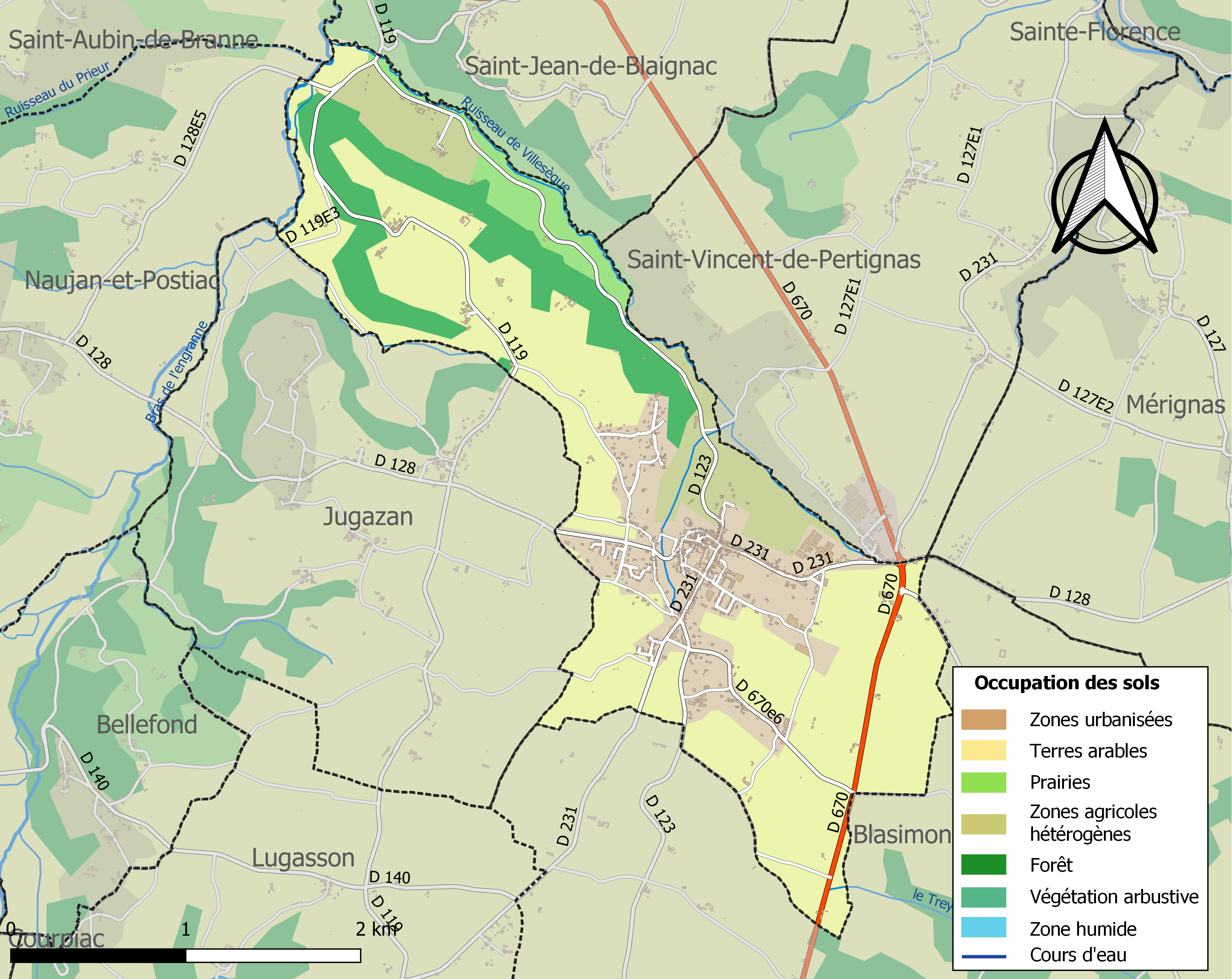
Kaart van de gemeente met belangrijkste infrastructuur, bodemgebruik en omliggende gemeenten

## Demografie
Onderstaande figuur toont het verloop van het inwonertal (bron: INSEE-tellingen).